# Gunter de Merseburgo
Gunter (en alemán: Günther) (m. 13 de julio de 982) fue el margrave de Merseburgo desde 965 hasta su muerte, que es cuando la marca de Merseburgo fue unida a la de Meissen.
Gunter pertenecía a la familia noble de los Ekkehardiner documentado por primera vez alrededor de Naumburgo que pudo estar relacionada con la dinastía otoniana. En 962, ya estaba considerado como un margrave en la recientemente creada diócesis de Magdeburgo, junto con el conde Wigger de Bilstein y Wigberto.
Fue nombrado en la recién creada marca de Merseburgo por el emperador Otón I tras la muerte del margrave Gerón el Grande en 965, después de que la Marca Geronis fuese dividida en varias partes menores. El establecimiento de la marca se vio seguida por la diócesis de Merseburgo bajo el obispo Bosón en 968.
Gunter apoyó al duque Enrique II de Baviera en su revuelta contra el emperador Otón II y fue por lo tanto depuesto como margrave y desterrado en 976, mientras que su marca cayó en manos de Tietmaro de Meissen. Gunter a pesar de todo se reconcilió con Otón II y después de la muerte de Tietmaro en 979 fue reinstaurado como margrave.
Se unió a la campaña de Otón en Calabria en 982 y murió allí en la batalla de Stilo contra los sarracenos. Le sucedió Rikdag, quien entonces unió las marcas de Meissen, Merseburgo y Zeitz bajo su mando.
De acuerdo con el cronista Tietmaro de Merseburgo, Gunter pudo haberse casado con Dobrawa, hija del duque Boleslao el Cruel de Bohemia y consorte del duque Miecislao I de Polonia desde 965. Gunter dejó tres hijos: Ecardo I, quien sucedió a Rikdag como margrave de Meissen en 985; Gunzelin de Kuckenburg, quien siguió a su hermano en 1002, y Bruno, quien defendió Meissen contra las tropas del duque Boleslao I de Polonia en 1009.